# Pilotrichella quitensis
Pilotrichella quitensis là một loài Rêu trong họ Meteoriaceae. Loài này được (Mitt.) A. Jaeger miêu tả khoa học đầu tiên năm 1877.